# Canal+ (plataforma)
Canal+ és una plataforma de televisió digital per satèl·lit sorgida de la fusió de les plataformes Canal Satélite, propietat de Sogecable, i Vía Digital, participada per Telefónica. Fins a l'octubre del 2011 s'anomenava Digital+.
Canal+ ofereix una gran varietat de canals temàtics de tota classe, amb distints 'paquets' de diferent qualitat i preu, com també pel·lícules i futbol en la modalitat de pagament per visió. A més, inclou com a oferta opcional i en exclusiva Canal+ 1, i també per aquesta modalitat Canal+ 2, Canal+ 30, tres canals de cinema, dos d'esport i un d'esdeveniments.
A través de la plataforma es pot tenir accés, a més, a una selecció de canals de cinema de tots els temps i gèneres, una àmplia programació infantil, documentals variats, canals dedicats a les sèries de tots els gèneres, canals de música, com també als canals autonòmics de bona part de les Comunitats Autònomes de tot el país. Emet el seu senyal mitjançant dos satèl·lits: Astra (19,2º Est) i Hispasat (30º Oest), aprofitant així les emissions que fan per a ells diversos canals en obert.
Per a rebre el senyal fa falta una antena enfocada a una de les dues posicions orbitals, un descodificador i la corresponent targeta d'abonament.
El mes de maig de 2014, el consell d'administració de Prisa va acordar acceptar l'oferta de Telefònica per comprar el 56% de Digital Plus per 725 milions d'euros.
A partir del 7 de juliol de 2015 Canal+ va passar a ser Movistar+.

## Dial de CANAL +

### Canal+
- 1 - Canal+
- 2 - Canal+ 2
- 3 - Canal+ ...30
- 4 - Canal+ Series
- 5 - Canal+ Xtra
- 6 - MultiCine
- 7 - Yomvi
- 8 - MultiDeporte
- 9 - Canal+ Liga de Campeones HD
- 10 - Canal+ Liga HD
- 41 - Canal+ Acción HD
- 42 - Canal+ Comedia HD
- 43 - Canal+ DCine HD
- 53 - Canal+ Deportes HD
- 54 - Canal+ Deportes 2 HD
- 55 - Canal+ Golf HD
- 57 - Canal+ Fútbol HD
- 58 - Canal+ Liga Multi HD
- 59 - Canal+ Liga de Campeones 2 HD
- 67 - Canal+ Toros

### Alta definició
- 150 - Canal+ HD
- 151 - Canal+ 2 HD
- 152 - Canal+ Series HD
- 153 - Canal+ Xtra HD
- 154 - Calle 13 Universal HD
- 155 - FOX HD
- 156 - AXN HD
- 157 - Comedy Central HD
- 158 - TNT HD
- 159 - Syfy HD
- 160 - Cosmo HD
- 161 - FOX Life HD
- 162 - AXN White HD
- 163 - National Geographic HD
- 164 - Nat Geo Wild HD
- 165 - Viajar HD
- 166 - Canal+ Acción HD
- 167 - Canal+ Comedia HD
- 168 - Canal+ DCine HD
- 169 -
- 170 - TCM HD
- 171 - Canal Hollywood HD
- 172 - Canal+ Liga Multi HD
- 173 - Canal+ Liga HD
- 174 - Canal+ Liga de Campeones HD
- 175 - Canal+ Fútbol HD
- 176 - Canal+ Deportes HD
- 177 - Canal+ Deportes 2 HD
- 178 - Canal+ Golf HD
- 179 - Canal+ Toros HD
- 180 - Canal+ Liga de Campeones 2 HD
- 181 - Canal+ Liga de Campeones 3 HD
- 182 - Disney Channel HD
- 183 - Nickelodeon HD
- 184 -
- 185 -
- 186 - Mezzo Live HD
- 187 -
- 188 - Canal+ 3D
- 139 - Taquilla HD
- 140 - Taquilla HD 2

### Generalistes
- 11 - La 1
- 12 - La 2
- 13 -
- 3
- 14 - Cuatro
- 15 - Telecinco
- 16 - La Sexta
- 17 - Televisión Canaria
- 18 - Discovery Channel
- 19 - 13tv

### Entreteniment
- 20 - Calle 13 HD
- 21 - Fox HD
- 22 - AXN HD
- 23 - Comedy Central HD
- 24 - TNT HD
- 25 - SyFy HD
- 26 - Cosmopolitan HD
- 27 - FOX Life HD
- 28 - AXN White HD
- 29 - MTV
- 90 - Divinity
- 91 - Energy
- 92 - FDF
- 95 - Nova
- 96 - Neox

### Documentals
- 30 - Odisea
- 31 - National Geographic Channel HD
- 32 - National Geographic Wild HD
- 33 - Viajar HD
- 34 - Canal de Historia
- 35 - México Travel Channel
- 36 - A&E
- 37 - Canal Cocina
- 38 - Decasa
- 93 - Discovery MAX

### Cinema
- 40 - MultiCine
- 41 - Canal+ Acción HD
- 42 - Canal+ Comedia HD
- 43 - Canal+ DCine HD
- 44 - Canal+ Xtra HD
- 45 -
- 46 - TCM HD
- 47 - Canal Hollywood HD
- 48 - DCine Español
- 49 -
- 94 - Paramount Channel

### Esports
- 50 - MultiDeporte
- 51 - Canal+ Liga HD
- 52 - Canal+ Liga de Campeones HD
- 53 - Canal+ Deportes HD
- 54 - Canal+ Deportes 2 HD
- 55 - Canal+ Golf HD
- 56 - Sportmanía
- 57 - Canal+ Fútbol HD
- 58 - Canal+ Liga 2 HD
- 59 - Canal+ Liga de Campeones 2 HD
- 60 - Teledeporte
- 61 - Trace Sport Stars
- 62 - Real Madrid TV
- 63 - Barça TV
- 64 - El Garage TV
- 65 -
- 66 - Caza y Pesca
- 67 - Canal+ Toros

### Infantils
- 70 - Disney Channel HD
- 71 - Disney Junior
- 72 - Disney XD
- 72 -
- 74 - Nickelodeon HD
- 75 - Nick Jr.
- 76 - Canal Panda
- 77 - Baby TV
- 78 - Boing
- 79 - Clan

### Música
- 80 - 40 TV
- 81 - Sol Música
- 82 - MTV Rocks
- 83 - VH1
- 84 -
- 85 - Mezzo
- 86 - Mezzo Live HD
- 87 -
- 88 -
- 89 - Radios Canal+

### Informatius
- 100 - 24h
- 101 - CNBC Europe
- 102 - Bloomberg
- 103 - BBC World News
- 104 - CNN International
- 105 - Fox News Channel
- 106 - France 24 English
- 107 - Al Jazeera English
- 108 - Russia Today
- 109 -

### Internacional
- 110 - Euronews
- 111 - TV5 Monde
- 112 - NHK World News
- 113 - Russia Today

### Llatins
- 114 - Radio Latinas
- 115 -
- 116 - Canal de las Estrellas
- 117 - TV Record
- 118 - Telesur

### Autonòmiques
- 300 - Andalucía TV
- 303 - TVG
- 304 - ETB SAT

### Altres
- 39 - La Tienda en Casa
- 99 - Playboy TV

### Pagament
- 120 a 128 - Taquilla
- 130, 138 i 139 - Taquilla X
- 131 - Taquilla XX
- 134 - Taquilla XY